# 비디오 코어 넥스트
비디오 코어 넥스트(Video Core Next)는 전용 비디오 인코딩 및 디코딩 하드웨어 코어를 위한 AMD의 브랜드이다.

## 배경
비디오 코어 넥스트는 UVD와 VCE의 AMD의 차기 ASIC이다. 비디오스트림의 디코딩, 인코딩, 트랜스코드("싱크")에 사용할 수 있다. (예: DVD나 블루레이 디스크를 이를테면 스마트폰에 적절한 포맷으로)
CPU나 GPGPU에서의 비디오 인코딩과 달리 비디오 코어 넥스트는 프로세서 다이 위에 위치한 전용 하드웨어 코어이다. 이 애플리케이션에 특화된 집적 회로 디자인은 훨씬 더 전력 효율적인 비디오 처리를 허용할 수 있다.

## 지원
비디오 코어 넥스트는 다음을 지원한다: MPEG-2 디코드, MPEG-4 디코드, VC-1 디코드, H.264/MPEG-4 AVC 인코드/디코드, 고효율 비디오 코딩 인코드/디코드, VP9 디코드.
|         |           | H.262 (MPEG-2) | MPEG-4 | VC-1/WMV9 | H.264 (MPEG-4 AVC) | H.265 (HEVC) | VP9    |
| ------- | --------- | -------------- | ------ | --------- | ------------------ | ------------ | ------ |
| VCN 1.0 | 압축 해제 | 예             | 예     | 예        | 예                 | 예           | 예     |
| VCN 1.0 | 압축      | 아니오         | 아니오 | 아니오    | 예                 | 예           | 아니오 |